# 86-я стрелковая дивизия (2-го формирования)
86-я стрелковая Тартуская дивизия — воинское соединение (стрелковая дивизия) второго формирования РККА в Великой Отечественной войне.
86-я стрелковая дивизия (первого формирования) попала под сильный удар 3-й немецкой танковой группы, в первые часы войны лишилась из-за пожара не только штаба со всей документацией и связью, но и боевого знамени дивизии, и уже к 27 июня 1941 года, из-за потерь личного состава и техники, перестала существовать как соединение РККА.

## История
Создана 24 сентября 1941 года под Колпино путём переименования 4-й Ленинградской стрелковой дивизии народного ополчения.
В действующей армии с 24 сентября 1941 по 30 сентября 1944 года и с 16 октября 1944 по 9 мая 1945 года.
До середины октября 1941 года действует в районе Усть-Тосно, посёлка Рыбацкого на юго-восточных подступах к Ленинграду. 19 октября 1941 года с позиций снята, и через Весёлый посёлок направлена к Невской Дубровке. С большими потерями части дивизии начиная с 20 октября 1941 года были переправлены на Невский пятачок, завязали там бои и сумели расширить пятачок ещё на километр, после чего в дивизии осталось только 177 активных штыков. Ведёт бои на плацдарме, постоянно пополняясь, вплоть до ликвидации плацдарма войсками противника. В марте 1942 года там оставался из всех советских войск только 330-й стрелковый полк, в котором было не более 480 человек, а вместе с приданными ему 2-й ротой 120-го сапёрного батальона, 4-й ротой 169-го миномётного дивизиона и другими мелкими подразделениями — 600 человек. Незадолго до ледохода на плацдарм был переправлен 284-й стрелковый полк в количестве 500 человек. С 24 апреля 1942 года немецкие войска (1-й пехотной дивизии) приступили к ликвидации плацдарма. Советское командование смогло переправить ещё две роты из состава 284-го стрелкового полка.

С утра 27 апреля подразделения 330-го и 284-го полков отошли к центру плацдарма на 300—400 метров. Вся прибрежная часть Невы оказалась в руках немцев. Создалась критическая ситуация. Последнее, что видели с правого берега Невы, это кусок маскировочного халата, на котором крупными буквами было написано: «Помогите».— http://www.blockade.ru/press/?37
Только отдельные бойцы смогли переправиться с пятачка на правый берег и таким образом, дивизия фактически была уничтожена, после чего практически всё лето восстанавливается. В конце августа 1942 года очевидно привлекалась к боям в ходе Усть-Тосненской операции
К середине сентября 1942 года вновь сосредоточилась в районе Невской Дубровки и в ночь на 26 сентября 1942 года дивизия вновь форсирует Неву, однако на своём участке на правом фланге наступления не сумела добиться успеха и переправлялась у Невской Дубровки в полосе 70-й стрелковой дивизии, и начала бои на вновь созданном пятачке. 6 октября 1942 года остававшиеся в живых были переправлены на правый берег.
В ходе операции «Искра» 12 января 1943 года атаковала через замёрзшую Неву южнее города Шлиссельбург при поддержке 548-го отдельного танкового батальона, 144-го и 175-го армейских миномётных полков, 871-го истребительно-противотанкового полка, артиллерии 55-й стрелковой бригады, 7-го и 8-го инженерных батальонов 2-й бригады спецназначения. Противником частей дивизии были 1-й батальон 401-го гренадерского полка 170-й пехотной дивизии и части 328-го гренадерского полка 227-й пехотной дивизии, которые массированным огнём остановили дивизию ещё на льду. Небольшой пятачок был захвачен в Марьино и создан плацдарм у Дачи севернее Городка, куда были переброшены части 86-й дивизии. На 13 января 1943 года дивизия очистила от противника лес южнее Шлиссельбурга, наступая на север, вышла к железной дороге, но дальше продвинуться не смогла. В оперативное подчинение дивизии была передана 34-я лыжная бригада и батальон 61-й танковой бригады. С боями дивизия к 15 января 1943 года сумела продвинуться, овладела горой Преображенской, и завязала бои на окраинах Шлиссельбурга 18 января 1943 года участвовала в полном освобождении города; флаг над колокольней в городе устанавливал М. Г. Губанов, боец именно этой дивизии. После операции дивизия в течение февраля 1943 года восстанавливалась, а затем до осени 1943 года ведёт тяжёлые постоянные бои под Синявино.
В октябре 1943 года отведена в Ленинград, укомплектована и направлена в 42-ю армию. С 14 января 1944 года наступает в первом эшелоне из района Пулковских высот. В первый же день боёв за станцию Александровская дивизия потеряла до 80 % личного состава, выведена во второй эшелон и заменена на передовой 56-й стрелковой дивизией. В течение января 1944 года восстанавливается.
В ночь с 30 на 31 января 1944 года части дивизии переправились через Лугу в районе Ляды и начали наступление в общем направлении на Струги Красные, к 15 февраля 1944 года части дивизии подошли к рубежу Лог — Щир — Яблонец, 23 февраля 1944 года одним полком участвовала в освобождении Струги Красные, 26 февраля 1944 года силами 330-го стрелкового полка дивизия освободила станцию Новоселье, и продолжила продвижение в направлении Пскова, где была остановлена на рубеже линии Пантера.
Переходит в наступление в двадцатых числах июля 1944 года южнее Пскова, в ночь с 24 на 25 июля 1944 года форсирует реки Великая и Струлица, 30 июля 1944 года дивизия перешла границу с Эстонией. 1—8 августа 1944 года ведёт бои в районе железнодорожной станции Лепассааре. С 8 августа 1944 года наступает в ходе Тартуской операции, к 15 августа 1944 года выйдя к посёлку Пылва, на следующий день овладела посёлком. Продвигаясь на север вдоль берега Чудского озера, 19 августа 1944 года встретилась с частями 191-й стрелковой дивизии, которая форсировала Тёплое озеро в ходе десантной операции, и развернула наступление на Тарту. 24-25 августа 1944 года ведёт бои за Тарту, отличилась при освобождении города, затем продолжила наступление севернее, где в течение первой декады сентября 1944 года отбивает контратаки противника, а затем вновь наступает по западному берегу Чудского озера в ходе Таллинской операции. 30 сентября 1944 года выведена в резерв и переброшена в Польшу, на 2-й Белорусский фронт.
С 4 января 1945 года занимает позиции напротив Пултуска через Нарев и с 13 января 1945 года форсирует Нарев в ходе Млавско-Эльбингской операции, 16 января 1945 года частью сил участвовала в освобождении Пултуска, продолжив наступление в обход Млавы, преследуя противника, вышла к концу января 1945 года к Эльбингу, где ввязалась в тяжелейшие многодневные бои за город. 10 февраля 1945 года участвовала в освобождении Эльбинга, овладев центральными кварталами города и встретившись там с частями 98-го стрелкового корпуса.
В ходе Восточно-Померанской операции наступает на Данциг, к 25 марта 1945 года выйдя на подступы к городу, но оттуда совершает в течение восьми суток марш на восточный берег Померанской бухты. Перейдя в наступление в ходе Берлинской операции, с боями форсирует Одер в его устье севернее Штеттина, наступает по берегу бухты, с запада вышла к Свинемюнде и 5 мая 1945 года участвовала во взятии города-порта, где и закончила войну.
По окончании войны дивизия вошла в состав Группы Советских оккупационных войск в Германии. Расформирована в 1947 году.

## Состав
- 169-й стрелковый полк
- 284-й стрелковый полк (с 24.09.1941 по 09.11.1941 и с 17.02.1942)
- 330-й стрелковый полк
- 248-й артиллерийский полк
- 128-й отдельный истребительно-противотанковый дивизион (с 25.07.1942)
- 386-й отдельный миномётный дивизион (с 17.10.1941 по 12.08.1942)
- 109-я отдельная разведывательная рота
- 120-й отдельный сапёрный батальон
- 367-й отдельный батальон связи (95-я, 232-я отдельная рота связи)
- 14-й медико-санитарный батальон
- 73-я отдельная рота химический защиты
- 118-я автотранспортная рота (20-й автотранспортный батальон)
- 343-я полевая хлебопекарня
- 184-й дивизионный ветеринарный лазарет
- 132-я дивизионная артиллерийская мастерская
- 366-я полевая почтовая станция
- 626-я полевая касса Госбанка

## Подчинение
| Дата            | Фронт (округ)           | Армия                                  | Корпус                  | Примечания |
| --------------- | ----------------------- | -------------------------------------- | ----------------------- | ---------- |
| 01.10.1941 года | Ленинградский фронт     | 55-я армия                             | -                       | -          |
| 01.11.1941 года | Ленинградский фронт     | Невская оперативная группа             | -                       | -          |
| 01.12.1941 года | Ленинградский фронт     | 8-я армия                              | -                       | -          |
| 01.01.1942 года | Ленинградский фронт     | 8-я армия                              | -                       | -          |
| 01.02.1942 года | Ленинградский фронт     | Невская оперативная группа             | -                       | -          |
| 01.03.1942 года | Ленинградский фронт     | Невская оперативная группа             | -                       | -          |
| 01.04.1942 года | Ленинградский фронт     | Невская оперативная группа             | -                       | -          |
| 01.05.1942 года | Ленинградский фронт     | Невская оперативная группа             | -                       | -          |
| 01.06.1942 года | Ленинградский фронт     | Невская оперативная группа             | -                       | -          |
| 01.07.1942 года | Ленинградский фронт     | Невская оперативная группа             | -                       | -          |
| 01.08.1942 года | Ленинградский фронт     | Невская оперативная группа             | -                       | -          |
| 01.09.1942 года | Ленинградский фронт     | 55-я армия                             | -                       | -          |
| 01.10.1942 года | Ленинградский фронт     | Невская оперативная группа             | -                       | -          |
| 01.11.1942 года | Ленинградский фронт     | 67-я армия                             | -                       | -          |
| 01.12.1942 года | Ленинградский фронт     | 67-я армия                             | -                       | -          |
| 01.01.1943 года | Ленинградский фронт     | 67-я армия                             | -                       | -          |
| 01.02.1943 года | Ленинградский фронт     | -                                      | -                       | -          |
| 01.03.1943 года | Ленинградский фронт     | 67-я армия                             | -                       | -          |
| 01.04.1943 года | Ленинградский фронт     | 67-я армия                             | -                       | -          |
| 01.05.1943 года | Ленинградский фронт     | 2-я ударная армия                      | -                       | -          |
| 01.06.1943 года | Ленинградский фронт     | 2-я ударная армия                      | -                       | -          |
| 01.07.1943 года | Ленинградский фронт     | 2-я ударная армия                      | -                       | -          |
| 01.08.1943 года | Ленинградский фронт     | 2-я ударная армия                      | -                       | -          |
| 01.09.1943 года | Ленинградский фронт     | 2-я ударная армия                      | -                       | -          |
| 01.10.1943 года | Ленинградский фронт     | 2-я ударная армия                      | -                       | -          |
| 01.11.1943 года | Ленинградский фронт     | 2-я ударная армия                      | -                       | -          |
| 01.12.1943 года | Ленинградский фронт     | 42-я армия                             | 110-й стрелковый корпус | -          |
| 01.01.1944 года | Ленинградский фронт     | 42-я армия                             | 110-й стрелковый корпус | -          |
| 01.02.1944 года | Ленинградский фронт     | 42-я армия                             | 123-й стрелковый корпус | -          |
| 01.03.1944 года | Ленинградский фронт     | 67-я армия                             | 116-й стрелковый корпус | -          |
| 01.04.1944 года | Ленинградский фронт     | -                                      | 116-й стрелковый корпус | -          |
| 01.05.1944 года | 3-й Прибалтийский фронт | 67-я армия                             | 123-й стрелковый корпус | -          |
| 01.06.1944 года | 3-й Прибалтийский фронт | 67-я армия                             | 116-й стрелковый корпус | -          |
| 01.07.1944 года | 3-й Прибалтийский фронт | 67-я армия                             | 116-й стрелковый корпус | -          |
| 01.08.1944 года | 3-й Прибалтийский фронт | 67-я армия                             | 116-й стрелковый корпус | -          |
| 01.09.1944 года | 3-й Прибалтийский фронт | Группа войск Северного боевого участка | 116-й стрелковый корпус | -          |
| 01.10.1944 года | Резерв Ставки ВГК       | 2-я ударная армия                      | 116-й стрелковый корпус | -          |
| 01.11.1944 года | 2-й Белорусский фронт   | 2-я ударная армия                      | 116-й стрелковый корпус | -          |
| 01.12.1944 года | 2-й Белорусский фронт   | 2-я ударная армия                      | 116-й стрелковый корпус | -          |
| 01.01.1945 года | 2-й Белорусский фронт   | 2-я ударная армия                      | 116-й стрелковый корпус | -          |
| 01.02.1945 года | 2-й Белорусский фронт   | 2-я ударная армия                      | 116-й стрелковый корпус | -          |
| 01.03.1945 года | 2-й Белорусский фронт   | 2-я ударная армия                      | 116-й стрелковый корпус | -          |
| 01.04.1945 года | 2-й Белорусский фронт   | 2-я ударная армия                      | 116-й стрелковый корпус | -          |
| 01.05.1945 года | 2-й Белорусский фронт   | 2-я ударная армия                      | 116-й стрелковый корпус | -          |

## Командование
Командиры
- Дарьин, Алексей Андреевич (24.09.1941 — 24.10.1941), полковник;
- Андреев, Андрей Матвеевич (25.10.1941 — 08.04.1942), полковник;
- Фёдоров, Павел Сергеевич (22.04.1942 — 12.10.1942), полковник;
- Трубачёв, Василий Алексеевич (13.10.1942 — 29.08.1943), полковник, с 21.04.1943 генерал-майор;
- Поляков, Николай Антонович (30.08.1943 — 18.01.1944), генерал-майор;
- Демидов, Сергей Петрович (19.01.1944 — ??.07.1945), полковник, с 02.11.1944 генерал-майор.
- Голубев, Иван Андреевич (??.07.1945 — ??.04.1946), полковник.

Начальники штаба
- Хохлов, Василий Данилович (??.12.1944  — ??.04.1946), полковник.

## Награды и наименования
| Награда (наименование)            | Дата       | За что награждена                                                                         |
| --------------------------------- | ---------- | ----------------------------------------------------------------------------------------- |
| Почётное наименование «Тартуская» | 07.09.1944 | За отличные боевые действия и массовый героизм воинов в боях за освобождение города Тарту |

Награжденные части дивизии:
- 284-й стрелковый Ченстоховский Краснознаменный[7] ордена Кутузова полк
- 248-й артиллерийский ордена Кутузова[8] полк
- 120-й отдельный сапёрный ордена Александра Невского[8] батальон

## Отличившиеся воины дивизии
| Награда | Ф. И. О.               | Должность                                          | Звание   | Дата награждения | Примечания         |
| ------- | ---------------------- | -------------------------------------------------- | -------- | ---------------- | ------------------ |
|         | Петрова, Нина Павловна | Командир отделения снайперов 284 стрелкового полка | Старшина | 29.06.1945       | Погибла 01.05.1945 |